# Ozero Ladosno
Ozero Ladosno (ryska: Озеро Ладосно) är en sjö i Belarus.   Den ligger i voblasten Vitsebsks voblast, i den norra delen av landet, 150 km nordost om huvudstaden Minsk. Ozero Ladosno ligger 133 meter över havet. Arean är 0,43 kvadratkilometer. Den sträcker sig 1,8 kilometer i nord-sydlig riktning, och 0,6 kilometer i öst-västlig riktning.
I omgivningarna runt Ozero Ladosno växer i huvudsak blandskog. Runt Ozero Ladosno är det ganska glesbefolkat, med 22 invånare per kvadratkilometer.